# NEMO-HD
NEMO-HD jedan je od prva dva slovenska satelita. Drugi je TRISAT. Oba su lansirana 3. rujna 2020. iz Francuske Gijane. Projekt mikrosatelitske daljinske detekcije Zemlje vodi Slovenski centar izvrsnosti za svemirske znanosti i tehnologije (Space-SI).
Svemirska letjelica izgrađena je na platformi mikronosača NAUTILUS Laboratorija za svemirske letove Instituta za svemirske studije Sveučilišta u Torontu u Kanadi. Dimenzije su mu 60 × 60 × 30 cm, a masa 65 kg.  Primarni instrument satelita može snimati slike u četiri spektralna pojasa s prostornom rezolucijom od 2,8 m i vidnim poljem od 10 km. Sekundarna kamera ima razlučivost od 40 m i vidno polje od 75 km. Oba alata također mogu snimati video pri 25 sličica u sekundi.

## Napredak leta
NEMO-HD je lansiran 3. rujna 2020. u 01:51:10 UTC na raketi-nosaču Vega (let VV16) iz Svemirskog centra Gvajane zajedno s 52 druga satelita. Satelit je ušao u Sunčevu sinkronu orbitu na visini od oko 520 km.
Prva slika snimljena je 16 dana nakon lansiranja. 

## Vanjske poveznice
- NEMO-HD na stranici Slovenskog centra izvrsnosti space.si